# Paracortina kabaki
Paracortina kabaki (лат.) — вид двупарноногих многоножек рода Paracortina семейства Paracortinidae из отряда Callipodida. Обитает на территории уезда Шангри-Ла китайской провинции Юньнань (Индо-Малайская область). Видовой эпитет дан в честь одного из коллекционеров типовой серии Ильи Кабака из Зоологического института РАН в Санкт-Петербурге.

## Описание
Многоножки среднего размера (длина 77 мм, максимальная ширина 3,2 мм на плевротергите PT5) с хорошо развитыми плевротергальными гребнями. Отличается от всех других видов рода Paracortina характерной формой дистальной части телоподита с морщинистостью дистолатеральной ламели. Тело цилиндрическое, сужается кпереди и кзади от PT6; имеют 60 (59 + 1 аподоус) плевротергитов + тельсон. Цвет при жизни неизвестен. Сохранившийся экземпляр имеет общий темно-коричневый до сероватого цвет, контрастирующий с бледными ногами и усиками, прозона сероватая, испещренная мелкими коричневыми точками; метазона дорсально темная серовато-коричневая, особенно на гребнях, передняя часть сероватая, мелко испещренная бледно-коричневыми, прерывистыми крупными неправильными желтыми альвеолярными пятнами, цвет бледнее латерально под озопорами и вентрально; ноги желтоватые. Голова: лобная часть бледно-коричневая до желтоватой, темя темно-серо-коричневое, усики желтые. Поля омматидиев субтреугольные, черные, состоят из ~ 75 прозрачных омматидиев в девять или десять рядов.